# Amin Affane
Amin Tareq Affane (Göteborg, 1994. január 21. –) svéd labdarúgó, a svéd IFK Göteborg középpályása. Rendelkezik marokkói állampolgársággal is.

## Pályafutása
Affane a svéd Lärje-Angereds IF klubban kezdte el a labdarúgást. 2010 elején a Chelsea FC három éves szerződést kötött vele. A Chelsea-nél az U-21-es csapatban játszott, majd 2012 augusztusában a londoniak egy évre kölcsönadták a holland első osztályú Roda JC csapatának. Itt 15 meccsen egy gólt szerzett. Miután a kölcsön véget ért, és lejárt a szerződés a Chelsea-vel, az Energie Cottbushoz igazolt, 2016 nyaráig kötött szerződést új csapatával. Miután a Cottbus kiesett a másodosztályból, mindössze egy év után elhagyta a klubot, és a VfL Wolfsburg U-23-as csapatához került. Egy évvel később a másodosztályú Arminia Bielefeldhez igazolt. 2016 januárjában visszaköltözött Svédországba, ahol csatlakozott az AIK Solnához. Két évvel később az IFK Göteborg játékosa lett.